# Bas-Limbé
Pour les articles homonymes, voir Limbe.
Bas-Limbé (Ba-Lenbe en créole haïtien) est une commune d'Haïti située dans le département du Nord. La commune dépend de l'arrondissement de Limbé.
La commune est située à l'embouchure de la rivière Limbé.

## Démographie
La commune est peuplée de 19 006 habitants(recensement par estimation de 2009).

## Administration
La commune est composée des sections communales de :
- Garde-Champêtre (ou Bas-Limbé)
- Petit-Howars (ou La Frange)

## Environnement
La commune de Bas-Limbé se bat contre la déforestation et pour le reboisement. Cette action vise à protéger notamment la mangrove.

## Sources
1. ↑  [PDF] (fr) Population totale, par sexe et population de 18 ans et plus estimées en 2009, au niveau des différentes unités géographiques sur le site de l'Institut haïtien de statistique et d'informatique (IHSI)
2. ↑  Opération de reboisement «Planté pyé bwa pou lavi miyo»
3. ↑  La protection des mangroves de Bas-Limbé